# Vlag van Yamagata

Vlag van Yamagata (ratio 2:3)

Vlag van Yamagata, 1963-1971 (ratio 2:3)

De prefecturale vlag van Yamagata bestaat uit een blauw vlak met een wit gestileerd kanji 山 [yama] (wat "berg" betekent) in de vorm van drie bergen. Deze staan ook voor de rivier Mogami die door Yamagata stroomt. Blauw staat voor verlangen naar vrede en ideaal, wit voor sneeuw en zuiverheid van mensen. De prefecturale vlag werd op 16 april 1971 aangenomen.
De vorige prefecturale vlag werd aangenomen op 26 maart 1963, die was groen vlag met witte prefecturale embleem in de vorm van de berg in het midden. De groene kleur vertegenwoordigt prefectuur, mensen, de wens voor vrede en het ideaal, maar op 16 april 1971 werd de achtergrondkleur veranderd in blauw.